# Matanza de Navidad
Matanza de Navidad es el nombre de un atentado al tren express 904 en el túnel de base de los Apeninos la tarde del 23 de diciembre de 1984 que mató a 16 personas e hirió a alrededor de 200 personas más. Los responsables del ataque terroristas eran los mafiosos Giuseppe Calò, Guido Cercola y Franco Di Agostino.
Este atentado debía desviar la atención de las revelaciones dadas por varios informantes mafiosos, entre ellos Tommaso Buscetta.
En abril de 2011 Salvatore Riina fue acusado de ordenar el bombardeo, pero fue absuelto en 2015.